# فرکانس پاک‌سازی چاکرا
تنظیم فرکانس در موسیقی به معنای تنظیم نوت‌ها بر اساس فرکانس‌های مختلف است. در سیستم موسیقی، هر نت موسیقی متناظر با یک فرکانس خاص است. در موسیقی، تنظیم فرکانس معمولاً توسط سازندهٔ ساز یا نوازنده انجام می‌شود. تنظیم فرکانس در موسیقی بسیار مهم است زیرا به هماهنگی صداها و ایجاد یک سیستم هماهنگ و همسان در اجرا کمک می‌کند. این امر می‌تواند به توانایی نوازندگان در اجرای قطعات موسیقی و همچنین به کیفیت و شناختن صداها کمک کند.
سازهای موسیقی به‌طورمعمول با استفاده از نت لا که بلافاصله بعد از چهارمین نت دوی پیانو (موسوم به «دوی وسط») قرار دارد، تنظیم می‌شوند. بسامد این نت توسط سازمان بین‌المللی استانداردسازی (ایزو ۱۶) تعیین شده است و برابر ۴۴۰ هرتز است. بسامد سایر نت‌ها بر اساس این نت تعیین می‌شود. به‌عنوان‌مثال، نت دوی وسط ۲۶۱.۶۳ هرتز است.
تأثیرات تنظیم فرکانس روی ۴۳۲ هرتز موضوعی است که در بین برخی موسیقیدان‌ها، صوت‌شناس‌ها و شبه دانشمندها جدال‌های زیادی به وجود آورده است. برخی ادعا می‌کنند که تنظیم موسیقی را روی این فرکانس خاص انجام داده‌اند و این فرکانس باعث ایجاد اثرات مثبتی در شنوایی و احساسات انسان می‌شود.
مطالعات و تحقیقاتی که تاکنون انجام شده است، نتایج یکسانی در مورد تأثیرات خاصی که تنظیم فرکانس روی ۴۳۲ هرتز می‌تواند داشته باشد، نشان نداده است. درواقع، هیچ تحقیق علمی قوی و قابل قبولی وجود ندارد که بتواند ادعاهای مربوط به تأثیرات خاص این فرکانس را تائید کند.
درنهایت، تأثیر تنظیم فرکانس روی ۴۳۲ هرتز بر تجربه موسیقی شنوندگان بیشتر به عواملی مانند روانشناسی فرد، سلایق شخصی و متغیرهای دیگر بستگی دارد. بنابراین، هرگز نمی‌توان به‌طور قطعی ادعا کرد که این تنظیم برای همه افراد و هر نوع موسیقی تأثیر مثبتی دارد.

## واقعیت‌ها یا ادعاهای خیالی مربوط به فرکانس ۴۳۲ هرتز
در این بخش به بررسی صحت ادعاهای مربوط به فرکانس ۴۳۲ هرتز می‌پردازیم.

### ادعاهای مربوط به استفاده از فرکانس ۴۳۲ هرتز در سازهای باستانی
ادعا: برخی افراد معتقدند که سازهای باستانی مانند کاسه‌های تبتی، مونوکورد فیثاغورث و فلوت‌های باستانی روی فرکانس ۴۳۲ هرتز تنظیم شده بودند.
واقعیت: عبارت «هرتز» تا سال ۱۹۳۰ اختراع نشده بود و قبل از آن به‌عنوان «چرخه در ثانیه» شناخته می‌شد. بار اولی که «چرخه در ثانیه» می‌توانست به‌طور دقیق اندازه‌گیری شود، در سال ۱۸۳۴ بود که دو ابزار مانند چرخ ساوار اصلاح شده توسط فلیکس ساوار و تونومتر توسط یوهان شیبلر اختراع شدند.
علاوه بر این، اندازه‌گیری ثانیه‌ها تا اواخر قرن شانزدهم انجام نشده بود. بنابراین، غیرممکن است که سازهای باستانی روی فرکانس ۴۳۲ هرتز تنظیم شده باشند، زیرا این مقیاس فرکانس در آن زمان وجود نداشت.
درنتیجه ادعایی که سازهای باستانی روی فرکانس ۴۳۲ هرتز تنظیم شده بودند، اشتباه است. هیچ شواهدی برای اثبات این ادعا وجود ندارد و خود مفهوم فرکانس تا قرن ۱۹ وجود نداشت.

### ادعاهای مربوط به کوک فیثاغورثی
ادعا: برخی بر این باورند که در روش کوک فیثاغورثی، فیثاغورث نت A را روی ۴۳۳ هرتز کوک کرده است.
واقعیت: سیستم کوک فیثاغورثی بر اساس نسبت‌ها، نه فرکانس‌های مطلق است. این بدان معنی است که فرکانس هر نت توسط رابطه آن با نت دیگر تعیین می‌شد، نه توسط مقدار خاص خود. به‌عبارت‌دیگر، چیزی به‌عنوان A 432 هرتز در کوک فیثاغورثی وجود نداشت.
سیستم کوک فیثاغورثی بر فاصله پنجم کامل که نسبت آن ۳:۲ است، استوار بود. این بدان معنی است که اگر با یک نت شروع کنید و پنجم‌های کامل را ادامه دهید، فرکانس نت‌ها به‌طور هندسی افزایش می‌یابد. بااین‌حال، اگر ادامه دهید، به نقطه‌ای می‌رسید که فرکانس نت آن‌قدر زیاد می‌شود که نمی‌توان آن را با یک ساز موسیقی اجرا کرد.
برای حل این مشکل، فیثاغورث پیشنهاد کرد که یکی از پنجم‌ها کمی کاهش یابد. این امر به سیستم کوک اجازه می‌داد تا به یک اکتاو کامل ادامه یابد، اما هنگام اجرای موسیقی با هارمونی‌های پیچیده صدا ناخوشایند به نظر می‌رسید. این دلیلی است که درنهایت دیگر کسی از روش کوک فیثاغورثی استفاده نکرد.
از طرف دیگر مفهوم فرکانس تا قرن نوزدهم توسعه نیافت، بنابراین فیثاغورث نمی‌توانست بداند که ۴۳۲ هرتز به چه معناست.

### حقیقت درباره روش کوک کردن موتسارت و فرکانس ۴۳۲ هرتز
ادعا: اغلب ادعا می‌شود که موتسارت برای موسیقی خود از فرکانس ۴۳۲ هرتز استفاده می‌کرد.
واقعیت: تنها مدرک برای این ادعا، یک دیاپازون باستانی مربوط به سال ۱۷۸۰ با صدای A=421.6 هرتز است. این دیاپازون متعلق به یوهان آندریاس اشتاین، سازنده پیانویی اهل وین بود که مسئول پیانوهای موتسارت، هایدن و بتهوون بود. به‌احتمال‌زیاد آن‌ها همگی از A=421.6 هرتز استفاده می‌کردند.
دستگاه تنظیم فرکانس شخصی هاندل ۳۰ سال قبل در انگلستان یافت شد و روی A=422.5 هرتز کوک شده بود که بسیار نزدیک به A موتسارت است. این نشان می‌دهد که کوک استاندارد A در زمان موتسارت حدود ۴۲۲-۴۲۱ هرتز بوده است، نه ۴۳۲ هرتز.
درنتیجه، هیچ مدرکی برای اثبات این ادعا وجود ندارد که موتسارت برای موسیقی خود از فرکانس ۴۳۲ هرتز استفاده کرده است. تنها مدرکی که داریم نشان می‌دهد که او از کوک کمی پایین‌تر، حدود ۴۲۱-۴۲۲ هرتز استفاده می‌کرد.

### تنظیم فرکانس موسیقی وردی
ادعا: وردی برای تمام موزیک‌هایش از فرکانس ۴۳۲ هرتز استفاده می‌کرد.
واقعیت: وردی در طول زندگی خود، از تنظیمات مختلف فرکانس استفاده می‌کرد. به‌عنوان یک آهنگساز اپرا، وِردی آگاه بود که در زمان خود، پدیدهٔ افزایش فرکانس (pitch inflation) حاکم بود که باعث افزایش سریع استانداردهای فرکانسی برای دستیابی به صدای برجسته‌تر ارکستر می‌شد. وِردی نگرانی خود را بیان کرد که این روند باعث فشار زیادی بر صدای خوانندگانی می‌شود که در تلاش برای رسیدن به نت‌های بلند هستند.
وِردی به‌طور خاص درخواست کرده بود که آثار رکوئیم او روی فرکانس ۴۳۵ هرتز (مطابق استاندارد «دیاپازون نرمال» فرانسه در سال ۱۸۵۹) تنظیم شود. بااین‌حال، در یک نامه بعدی، او ترجیح اندکی برای تنظیم فرکانس روی ۴۳۲ هرتز نشان داده بود. وِردی تنها آهنگسازی است که حداقل به‌طور مختصر به فرکانس ۴۳۲ هرتز اشاره کرده است و ظاهراً این ترجیح او از دلایل کاملاً متفاوت با مسائل مرتبط با معنویت و ماوراءالطبیعه الهام گرفته شده بود.